# Strobilanthinae
Sous-tribu
Les Strobilanthinae sont une sous-tribu de plantes à fleurs de la famille des Acanthaceae, de la sous-famille des Acanthoideae et de la tribu des Ruellieae.
Le genre type est Strobilanthes.

## Listes des genres
- Clarkeasia
- Hemigraphis
- Stenosiphonium
- Strobilanthes

## Publication originale
- (en) Anderson T., 1866. Journal of the Linnean Society. Botany 9: 443.